# Hruszniew
Hruszniew (prononciation : [ˈxruʂɲef]) est un village polonais de la gmina de Platerów dans le powiat de Łosice de la voïvodie de Mazovie dans le centre-est de la Pologne.
Il se situe à environ 6 kilomètres au sud de Platerów (siège de la gmina), 10 kilomètres à l'est de Łosice (siège du powiat) et à 127 kilomètres à l'est de Varsovie (capitale de la Pologne).
Le village possède une population de 224 habitants en 2010.

## Histoire
De 1975 à 1998, le village appartenait administrativement à la voïvodie de Biała Podlaska.